# Aeroportul Internațional Gustavo Rojas Pinilla
Aeroportul Internațional Gustavo Rojas Pinilla (IATA: ADZ, ICAO: SKSP) este un aeroport din San Andrés⁠(d), Archipelago of San Andrés, Providencia and Santa Catalina⁠(d), Columbia ce deservește zona San Andrés⁠(d). Aeroportul a fost tranzitat în 2022 de 3.001.923 de pasageri. A fost numit după Gustavo Rojas Pinilla⁠(d).
Situat la o altitudine de 6 m, aeroportul dispune de 1 pistă. Este operat de Colombian Civil Aviation Authority⁠(d).

## Infrastructură

### Piste
Aeroportul dispune de o singură pistă. Pista 06/24 are suprafața de asfalt și dimensiunile 2.375 m × . 